# David Moyes
David William Moyes (ur. 25 kwietnia 1963 w Glasgow) – szkocki trener oraz piłkarz. Trzykrotnie wybrany przez Angielską Radę Trenerów Zawodowych Managerem Roku.

## Kariera piłkarska
Moyes rozpoczął swoją karierę piłkarską w Celticu, gdzie grał przez 3 sezony (1980–1983). Następnie dość regularnie zmieniał kluby. Występował między innymi w Cambridge United, Bristol City, Dunfermline Athletic. Zakończył karierę w 1998 w Preston North End, gdzie po zakończeniu sezonu został I trenerem zespołu.

## Kariera trenerska
W latach 1998–2002 prowadził drużynę Preston North End, jednak nie odniósł tam spektakularnych sukcesów. Zwrot w karierze Davida Moyesa nastąpił po przeprowadzce na Goodison Park. Razem z zespołem The Toffes dwukrotnie awansował do europejskich pucharów (do Champions League w sezonie 2004/2005 oraz do Pucharu UEFA w sezonie 2006/2007), co nie udało się innym trenerom Evertonu od 1985 roku. 16 listopada 2008 po raz dwieście pięćdziesiąty poprowadził zespół Everton w ligowym spotkaniu. 9 maja 2013 został ogłoszony nowym managerem Manchesteru United. Zastąpił na tym stanowisku Aleksa Fergusona. Oficjalnie został szkoleniowcem Manchesteru 1 lipca 2013. 22 kwietnia 2014 David Moyes został zwolniony z funkcji menadżera Manchesteru United. Jedynym trofeum jakie zdobył w ManUtd była Tarcza Wspólnoty w 2013 r. 11 listopada 2014 roku podpisał półtoraroczny kontrakt z Realem Sociedad. 9 listopada 2015 został zwolniony z funkcji trenera Realu Sociedad. 23 lipca 2016 roku został trenerem Sunderlandu. Po spadku jego drużyny do 2 ligi angielskiej postanowił rozstać się ze swoją drużyną.
W listopadzie 2017 został trenerem West Ham United, który opuścił wraz z końcem sezonu 2017/2018. Pod koniec 2019 roku ponownie został trenerem West Ham United po zwolnieniu Chilijczyka Manuela Pellegriniego.